# 차홍녀
차홍녀(車紅女, 1919년 ~ 1940년 12월 24일)는 일제강점기의 배우이다.

## 생애

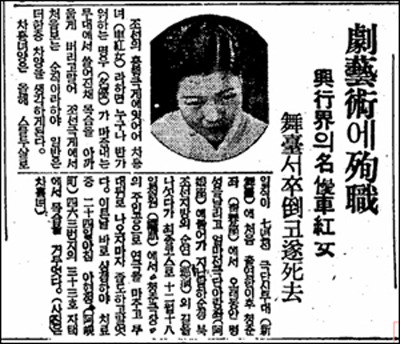
1940년12월25일의 신문기사(한글・한자)

경기도 동두천에서 1남 2녀 중 막내로 출생하였고, 의정부공립보통학교를 1933년에 졸업했다. 보통학교를 졸업하자마자 극단 희락좌에 입단하여 연극 배우가 되었다.
본격적으로 연극을 시작한 것은 극단 신무대에서 《장화홍련전》의 주인공 홍련 역을 맡은 이후이다. 신무대와 황금좌를 거쳤으나, 이때까지만 해도 신은봉의 제자 정도로만 알려진 무명배우였다.
1935년에 동양극장이 개관하면서 전속 극단인 청춘좌에 입단하였고, 《춘향전》의 춘향 역을 맡은 것을 계기로 동양극장의 간판 스타로 떠올랐다. 특히 임선규가 황철과 차홍녀를 염두에 두고 집필하였고, 기생 홍도 역을 맡았던 《사랑에 속고 돈에 울고》가 크게 사랑받으면서 인기 절정에 올랐다.
그러나 인기를 바탕으로 많은 연극에 출연하면서 점차 건강이 나빠졌다. 1937년에는 폐렴 진단을 받았다가 1938년부터 다시 활동을 재개했다. 1939년에 동양극장을 나와 아랑을 조직하고 순회 공연을 떠났는데, 1940년 12월 철원 공연 직후에 철원역에서 거지에게 적선하다가 천연두에 전염되었다. 이후 다시 일어나지 못하고 경성부 아현동의 자택에서 천연두로 사망했다.
차홍녀는 대중극에서 순진한 비련의 여인 역을 주로 맡았다. 만 21세에 요절하였기 때문에 활동한 시기가 매우 짧았음에도 배우로서의 자질이 남달라 그만큼 주목받을 수 있었다. 함께 활동했던 박진은 두뇌가 명석한데다 연극에 대한 센스가 뛰어나 임기응변에 매우 능한 배우였다고 회고한 바 있다.

## 차홍녀를 연기한 배우
- 이승연 - 2001년 《동양극장》 KBS 드라마

## 같이 보기
- 사랑에 속고 돈에 울고

## 참고자료
- 강옥희,이영미,이순진,이승희 (2006년 12월 15일). 《식민지시대 대중예술인 사전》. 서울: 소도. 329~330쪽쪽. ISBN 9788990626264.